# Ока (рослина)
Ока або квасениця бульбоносна (Oxalis tuberosa, ісп. oca, papa oca або ibia, кеч. uqa) — багаторічна рослина, що широко вирощується в центральній і південній частинах Анд заради її багатих на крохмаль їстівних бульб.
Її пагони також можуть вживатися в їжу як зелені овочі. Рослина була завезена до Європи в 1830 році і до Нової Зеландії в 1860 як альтернатива картоплі, в Новій Зеландії зазнала значного поширення. Ока — один з головних овочів Анд, що поступається тільки картоплі, завдяки легкості її вирощування й витривалості до бідних ґрунтів, великої висоти і жорсткого клімату.

## Опис
Кислиця бульбоносна — низькоросла рослина із трійчастим листям й одиночними квітками. Бульби покриті м'ясистим лусками, мають стеблове походження. Вони мають злегка гострий аромат, хрустку структуру і містять 22-25% крохмалю. Їх колір варіює від жовтого до пурпурового.
Бульби кислиці бульбоносної вживаються, як і картопля у вареному, смаженому і печеному вигляді.
| Городина | Це незавершена стаття про городину. Ви можете допомогти проєкту, виправивши або дописавши її. |